# Strigiphilus crenulatus
Strigiphilus crenulatus är en insektsart som först beskrevs av Christoph Gottfried Andreas Giebel 1874.  Strigiphilus crenulatus ingår i släktet ugglelöss, och familjen fjäderlöss. Arten är reproducerande i Sverige.